# Дисперсионные силы
Дисперсионные силы (дисперсионное притяжение, лондоновские силы, лондоновские дисперсионные силы, LDF) — силы электростатического притяжения мгновенного и индуцированного (наведённого) диполей электрически нейтральных атомов или молекул.
Происхождение дисперсионных сил было объяснено в 1930 году Фрицем Лондоном — немецким физиком-теоретиком. Дисперсионные силы универсальны (то есть проявляются во всех случаях), так как они обусловлены взаимодействием атомов и молекул друг с другом за счёт их дипольных моментов, собственных или взаимоиндуцированных. Считается, что дисперсионная энергия не имеет классического аналога и определяется квантовомеханическими флуктуациями электронной плотности. Мгновенное распределение заряда одного атома или молекулы, характеризуемое мгновенным дипольным моментом, индуцирует мгновенный дипольный момент в другом атоме или молекуле. При сближении атомов или молекул ориентация микродиполей перестаёт быть независимой, и их появление и исчезновение в разных атомах и молекулах происходит в такт друг к другу. Синхронное появление и исчезновение микродиполей разных атомов и молекул сопровождается их притяжением.
В результате возникает взаимодействие этих моментов. Потенциальная энергия дисперсионного взаимодействия:
{\displaystyle E_{disp}=-{\frac {C}{r^{6}}}}. где r — расстояние между атомами или молекулами.
Коэффициент C приближённо вычисляют по формуле:
{\displaystyle C={\frac {3}{2}}\alpha _{A}\cdot \alpha _{B}\cdot {\frac {I_{A}\cdot I_{B}}{I_{A}+I_{B}}}}, где {\displaystyle \alpha _{A}} и {\displaystyle \alpha _{B}} — электронные поляризуемости атомов или молекул, {\displaystyle I_{A}} и {\displaystyle I_{B}} — потенциалы ионизации атомов или молекул.
Дисперсионное взаимодействие (притяжение) возникает между всеми атомами и молекулами.
Для количественной оценки вклада дисперсионных взаимодействий между молекулами в твердом теле в настоящее время используется метод расчёта и анализа поверхностей Хиршфельда. Основные методики этого подхода описаны в.
Межатомное взаимодействие сопровождается рекомбинацией атомов с образованием молекулы за исключением атомов инертных газов, которые сохраняют свою индивидуальность. Так, все инертные газы при нормальных условиях моноатомны.
Однако, дисперсионные силы обуславливают возможность существования различных агрегатных состояний инертных газов (газ, жидкость и твёрдые тела).